# Spectrum (arena)
Lo Spectrum, precedentemente conosciuto come CoreStates Spectrum, First Union Spectrum e Wachovia Spectrum, è stato un palazzetto dello sport situato a Filadelfia, in Pennsylvania. Era l'arena in cui giocavano le partite casalinghe i Philadelphia Flyers della NHL e i Philadelphia 76ers di NBA. L'edificio si trovava presso l'angolo sud-est del South Philadelphia sport complex, che comprende il Lincoln Financial Field, il Citizens Bank Park, e il nuovo palazzetto costruito per sostituire lo Spectrum, il Wells Fargo Center.
È stato utilizzato per le riprese del film Rocky.
Dopo l'ultimo evento ospitato (un concerto dei Pearl Jam il 31 ottobre 2009), è stato demolito e attualmente ospita un parcheggio scoperto.